# (859) Bouzaréah
(859) Bouzaréah est un astéroïde de la ceinture principale découvert le 2 octobre 1916 par l'astronome français Frédéric Sy.
Sa désignation provisoire était 1916 c.
Son nom vient de la commune de Bouzareah, siège de l'observatoire d'Alger, devenu en 1985 le Centre de recherche en astronomie, astrophysique et géophysique (CRAAG). 